# 小岛义雄
小岛义雄（日语：／ Kojima Yoshio，1931年8月7日—1993年3月3日），日本男子链球运动员，毕业于法政大学。他曾获得1954年亚洲运动会男子链球金牌。他也曾参加1956年夏季奥林匹克运动会。